# Aline Hernández
Érika Aline Hernández Ponce de León (Ciudad de México, 5 de septiembre de 1975), conocida artísticamente como Aline Hernández, es una conductora de televisión y health coach mexicana, es actual presentadora del programa de televisión mexicano Al extremo.

## Biografía

### Carrera artística
Comenzó su carrera en el mundo del espectáculo a temprana edad en Concursos de belleza y modelaje.

#### Telenovelas
Su primera participación como actriz fue en la telenovela Al norte del corazón, para TV Azteca en 1997, donde ella desempeñó el papel de una cantante.
Luego del éxito de su primera telenovela, Aline obtuvo un rol de villana en la telenovela Como en el cine en 2001, dando vida a Ericka, una malvada y codiciosa extranjera.
Después de darse un ligero descanso en el mundo de los melodramas, Aline regresa con pequeñas participaciones en Amor sin condiciones, Se busca un hombre y Bellezas indomables.

#### Música
Su primer álbum, titulado Chicas feas, fue lanzado en 1991 cuando estaba casada con el productor Sergio Andrade. Se colocó en uno de los primeros lugares de popularidad y se convirtió en todo un éxito en todo México.
En 1998 lanzó su segundo álbum de estudio, titulado Caricias verdaderas, producido por Carlos Calva para Azteca Music con división de Sony Music México, lanzando dos sencillos: Tu mentira y Corazón grupero.
Luego de ser contratada por Universal Music Group, Aline lanza en 2002 su tercer material discográfico, titulado Ya no tengo corazón, disco de género banda y cuyo video del primer sencillo Si tú hubieras querido fue trasmitido en el canal de música Bandamax. El disco fue producido por Universal Music.
Establecida en los Estados Unidos, Aline decide cambiar de género con un nuevo álbum titulado Infiel, dando ritmo a la cumbia tropical, lanzado únicamente para la Unión Americana. 
En 2006 es invitada a participar en el reality show Desafío de estrellas. 
Luego de un descanso, reaparece en el 2009 con su cuarto disco llamado Baila hasta el amanecer. Aline promocionó su material en varios programas de TV Azteca. 
De nueva cuenta es invitada a participar en el tercer Desafío de estrellas ese mismo año, denominado El gran desafío. 
Luego de que Sony Music le cediera los derechos de varios temas que ella y su madre, la señora Josefina Ponce de León escribieron y compusieron, Aline decide reeditar Infiel y lanzarlo para México de manera física; y en Sudamérica de manera digital a finales de 2014.
En enero de 2015, Aline Hernández fue portada en la revista Playboy México.

#### Coachy conductora
Aline se certificó como health coach y cuenta con su propio programa motivacional Alíneate conmigo by Aline Hernández.
En la actualidad es la conductora de Al extremo en su edición fin de semana junto a Irma Miranda y Fernando Lozada, luego de más de 15 años al aire.

## Vida personal
Su primer matrimonio fue con el productor Sergio Andrade, con quien sostuvo una relación de noviazgo mientras éste aún estaba casado con María Raquenel Portillo. En septiembre de 2011, Aline Hernández se casa con el exfutbolista mexicano Omar Rodríguez Álvarez luego de un largo romance, Aline y Omar se conocieron en 1998, hace 13 años en el descanso en durante un baile de Los Temerarios en la Ciudad de México, donde surgió el primer acercamiento.
Durante ese tiempo, la hermana de Aline, Yocelyn Hernández empezó una relación amorosa con el hermano gemelo de Omar, Johan Rodríguez quién también fue futbolista.
Aline y Omar unieron su matrimonio en una ceremonia maya en Playa del Carmen, Cancún y por lo civil, posterior se casarían en Las Vegas el día 15 de septiembre del mismo año.
Después de dos años después, la conductora y el exfutbolista terminarían divorciándose, durante el mes de septiembre del año 2013, luego de estar 10 meses juntos de noviazgo.
A finales de 2014, la presentadora estaba en planes de demandar a los productores de la película Gloria, basada en la vida de Gloria Trevi, y en la cual Aline es representada como la villana de la historia, lo cual a la conductora no le agradó.
El 20 de agosto de 2023, Aline publicó en sus redes sociales un mensaje donde mencionaba que «No, ella no soy yo», en referencia al lanzamiento de la serie biográfica Gloria Trevi: ellas soy yodebido a que en la serie es interpretada bajo el nombre de Nayeli González.

## La Gloria por el infierno
En abril de 1998, Hernández publicó el libro La Gloria por el infierno en donde desató la polémica con el caso conocido como «clan Trevi-Andrade», que implicaba al productor Sergio Andrade y la cantante Gloria Trevi con la corrupción de menores. El nombre del caso surgió a partir del libro.
El autor de la obra es Rubén Aviña, publicado por Editorial Grijalbo y logró vender más de 20,000 ejemplares escritos en 1998 logrando un rotundo éxito en su época, llegando hasta los 150,000 ejemplares vendidos y con una recaudación de 8 millones de pesos.
A casi 2 años de la publicación, las denuncias realizadas por los padres de Karina Yapor ante la Procuraduría de Justicia del Estado de Chihuahua, las autoridades realizaron una investigación que concluyó con los arrestos de Gloria de los Ángeles Treviño Ruiz, Sergio Gustavo Andrade Sánchez y María Raquenel Portillo en Río de Janeiro, Brasilel 13 de enero del 2000.
Después de su lanzamiento, Aline es invitada al programa de espectáculos de TV Azteca Ventaneando  y a varios programas de la televisora en donde promociona su libro sobre lo relatado, además de declarar en diversas entrevistas sobre lo vivido con Andrade y Trevi.
El ejemplar menciona sobre los hechos violentos que sufrió Hernández con Andrade, abusos sexuales y psicológicos, así como hacerle perder su virginidad, amor propio, dignidad y lo más importante, a su familia.Se menciona de Trevi, con la intención de que magnitudes supieran toda la realidad que la cantante vivía con su entonces mánager y la verdadera historia que vivían las demás víctimas del Clan Trevi-Andrade.
El prólogo del libro es escrito por Pati Chapoy, conductora de espectáculos en TV Azteca, Aline menciona tiempo después en su segunda visita al foro de Ventaneando en donde ella le pidió ayuda a Chapoy para poder hacer público su libro en donde desenmascara a Trevi y Andrade.
Luego de 3 años después, el 1.º de abril del 2001, la también víctima Karina Yapor hizo la publicación de su libro Revelaciones, en donde mencionaría toda la parte violenta de Andrade hacia la misma.
En enero de 2015 Aline Hernández confirmó para la revista Playboy que reeditaría el libro después del lanzamiento de la película Gloria, película basada en la vida de Gloria Trevi, y en la cual se le acusa de ser la culpable de la historia, debido a esto, Aline estaba en dicho plan de volver a lanzar el editorial con la verdadera historia que vivió.Tiempo después, terminó cancelando la nueva edición del libro.
Durante una entrevista en 2021, Hernández mencionó que cuando estudió en el CEA de Televisa, le platicó acerca de su libro al directivo Eugenio Cobo, el cual mencionó:

«"Ahí me avisas cuando salga tu librito". Eugenio Cobo»

25 años después, en junio de 2023 el escritor y autor del material Rubén Aviña presumió en su cuenta de Twitter que el libro La Gloria por el infierno fue el más vendido en Amazon logrando ser número uno entre los Best Sellers de la plataforma web durante el mismo mes.

## LibroMi despertar
Aline Hernández después de haber sacado a la venta el libro La Gloria por el infierno publicó un segundo editorial llamado Mi despertar en donde redacta algunas últimas vivencias con Gloria Trevi y Sergio Andrade.
Así como su antes y después de ese infierno que vivió. Sólo que este no obtuvo el éxito deseado.

## Televisión
Conducción
- Corazón grupero (1998)
- Con sello de mujer (2003) - Conductora recurrente
- Tempranito (2007) - Conductora invitada
- Al extremo (2008-2014) Azteca América/TV Azteca México (2021-actualidad)
- Azteca Music (2008-2009) Azteca América
- Venga la alegría (2007) - Conductora invitada
- CDI: cámaras de impacto, te estamos observando (2019)[30]
- Archivos de fama y poder (2020) (Segunda temporada)[31]
- Evidencias con Maritere Alessandri (2022)[32]
- El grito de México, fiesta azteca (2023)

Otras apariciones en TV
- El reencuentro de los daños: la investigación (2001)
- Lo que la gente cuenta (2007) Jimena (Voces ocultas) temporada 3
- Lo que callamos las mujeres (2009) Cintia (Pacto carnal)
- En compañía de (2010) - Invitada

Realitys shows
- Desafío de estrellas 2 (2006) - Eliminada 4.° concierto
- El gran desafío de estrellas (2009) - Eliminada 5.° concierto
- México baila (2013) - Abandona

## Telenovelas
- Al norte del corazón (1997) - Delia
- Como en el cine (2001) - Ericka
- Amor sin condiciones (2006) - Tony
- Se busca un hombre (2007) - Gema
- Bellezas Indomables (2007) - Sabrina